# Håkan Loob
Håkan Loob (* 3. července 1960 ve Visby, Gotland, Švédsko) je bývalý švédský profesionální hokejista.

## Klubová kariéra
Většinu kariéry odehrál ve švédské lize, tam nastupoval za jediný tým - Färjestad BK v Karlstadu. V roce 1981 zde vybojoval švédský titul. O dva roky později vytvořil rekord ligy v počtu gólů a kanadských bodů v základní části, když zaznamenal 42 gólů a 76 bodů ve 36 utkáních. Po této sezóně, v roce 1983, odešel do NHL do Calgary Flames, kteří jej v roce 1980 draftovali z celkově 181. místa. V Calgary odehrál šest úspěšných sezón, individuálně se mu nejvíce dařilo v ročníku 1987/1988, kdy v základní části dosáhl hranice 50 gólů a celkem zaznamenal 106 bodů. V následující sezóně byly jeho individuální statistiky o něco slabší, výrazně ale týmu pomohl v play-off (celkem 17 bodů) a vybojoval Stanley Cup. Po sezóně se vrátil do Färjestadu, kde hrál ještě sedm let, než v roce 1996 ukončil aktivní kariéru.

## Reprezentační kariéra
S týmem Švédska vybojoval dvakrát titul mistrů světa - v letech 1987 a 1991. Když v roce 1994 na olympiádě v Lillehammeru byl součástí švédského vítězného týmu, stal se spolu se svými spoluhráči Tomasem Jonssonem a Matsem Näslundem prvními členy Triple Gold Clubu sdružujícího hráče, kteří ve své kariéře získali titul mistra světa, olympijského vítěze i Stanley Cup.

## Úspěchy a ocenění
- titul mistra švédské ligy 1981 s Färjestadem
- rekord v počtu vstřelených gólů v základní části švédské ligy (42) 1982/1983
- vítěz ankety Zlatý puk pro nejlepšího švédského hokejistu roku - 1983
- zisk Stanley Cupu - 1989 v Calgary Flames
- zisk titulu mistra světa - 1987, 1991 Švédsko
- olympijský vítěz - 1994 Švédsko
- bylo podle něj pojmenováno oceněn pro nejlepšího střelce švédské ligy (Håkan Loob Trophy)

## Prvenství
- Debut v NHL – 5. října 1983 (Vancouver Canucks proti Calgary Flames)
- První gól v NHL – 5. října 1983 (Vancouver Canucks proti Calgary Flames, kanadskému brankáři Richard Brodeur)
- První asistence v NHL – 28. října 1983 (Calgary Flames proti Winnipeg Jets)
- První hattrick v NHL – 19. prosince 1983 (Calgary Flames proti Winnipeg Jets)

## Klubové statistiky
| Sezóna     | Klub           | Soutěž     |     | Základní část | Základní část | Základní část | Základní část | Základní část |    | Play off | Play off | Play off | Play off | Play off |
| Sezóna     | Klub           | Soutěž     | Z   | G             | A             | B             | TM            | Z             | G  | A        | B        | TM       |          |          |
| 1979–80    | Färjestad BK   | SEL        | 36  | 15            | 4             | 19            | 20            | —             | —  | —        | —        | —        |          |          |
| 1980–81    | Färjestads BK  | SEL        | 36  | 23            | 6             | 29            | 16            | 7             | 5  | 3        | 8        | 6        |          |          |
| 1981–82    | Färjestads BK  | SEL        | 36  | 26            | 15            | 41            | 28            | 2             | 1  | 0        | 1        | 0        |          |          |
| 1982–83    | Färjestads BK  | SEL        | 36  | 42            | 34            | 76            | 26            | 8             | 10 | 4        | 14       | 6        |          |          |
| 1983–84    | Calgary Flames | NHL        | 77  | 30            | 25            | 55            | 22            | 11            | 2  | 3        | 5        | 2        |          |          |
| 1984–85    | Calgary Flames | NHL        | 78  | 37            | 35            | 72            | 14            | 4             | 3  | 3        | 6        | 0        |          |          |
| 1985–86    | Calgary Flames | NHL        | 68  | 31            | 36            | 67            | 36            | 22            | 4  | 10       | 14       | 6        |          |          |
| 1986–87    | Calgary Flames | NHL        | 68  | 18            | 26            | 44            | 26            | 5             | 1  | 2        | 3        | 0        |          |          |
| 1987–88    | Calgary Flames | NHL        | 80  | 50            | 56            | 106           | 47            | 9             | 8  | 1        | 9        | 4        |          |          |
| 1988–89    | Calgary Flames | NHL        | 79  | 27            | 58            | 85            | 44            | 22            | 8  | 9        | 17       | 4        |          |          |
| 1989–90    | Färjestads BK  | SEL        | 40  | 22            | 31            | 53            | 24            | 10            | 9  | 5        | 14       | 2        |          |          |
| 1990–91    | Färjestads BK  | SEL        | 40  | 33            | 25            | 58            | 16            | 8             | 6  | 4        | 10       | 8        |          |          |
| 1991–92    | Färjestads BK  | SEL        | 40  | 37            | 29            | 66            | 14            | 6             | 2  | 2        | 4        | 2        |          |          |
| 1992–93    | Färjestads BK  | SEL        | 40  | 25            | 26            | 51            | 28            | 3             | 4  | 1        | 5        | 0        |          |          |
| 1993–94    | Färjestads BK  | SEL        | 22  | 9             | 11            | 20            | 12            | —             | —  | —        | —        | —        |          |          |
| 1994–95    | Färjestads BK  | SEL        | 39  | 13            | 25            | 38            | 58            | 4             | 2  | 0        | 2        | 2        |          |          |
| 1995–96    | Färjestads BK  | SEL        | 40  | 17            | 32            | 49            | 62            | 8             | 4  | 4        | 8        | 2        |          |          |
| SEL celkem | SEL celkem     | SEL celkem | 405 | 262           | 238           | 501           | 304           | 56            | 43 | 23       | 65       | 28       |          |          |
| NHL celkem | NHL celkem     | NHL celkem | 450 | 193           | 236           | 429           | 189           | 73            | 26 | 28       | 54       | 16       |          |          |

## Reprezentace
| Rok                       | Tým                       | Soutěž                    | Z  | G  | A  | B  | TM |
| ------------------------- | ------------------------- | ------------------------- | -- | -- | -- | -- | -- |
| 1978                      | Švédsko 18                | MEJ                       | 5  | 3  | 1  | 4  | 2  |
| 1979                      | Švédsko 20                | MSJ                       | 6  | 0  | 2  | 2  | 0  |
| 1980                      | Švédsko 20                | MSJ                       | 5  | 7  | 2  | 9  | 2  |
| 1982                      | Švédsko                   | MS                        | 8  | 3  | 1  | 4  | 6  |
| 1984                      | Švédsko                   | KP                        | 8  | 6  | 4  | 10 | 2  |
| 1987                      | Švédsko                   | MS                        | 8  | 5  | 4  | 9  | 4  |
| 1990                      | Švédsko                   | MS                        | 10 | 4  | 7  | 11 | 10 |
| 1991                      | Švédsko                   | MS                        | 10 | 2  | 7  | 9  | 6  |
| 1992                      | Švédsko                   | OH                        | 8  | 4  | 4  | 8  | 0  |
| 1994                      | Švédsko                   | OH                        | 8  | 4  | 5  | 9  | 2  |
| Juniorská kariéra celkově | Juniorská kariéra celkově | Juniorská kariéra celkově | 16 | 10 | 5  | 15 | 4  |
| Seniorská kariéra celkově | Seniorská kariéra celkově | Seniorská kariéra celkově | 60 | 28 | 32 | 60 | 30 |